# Marc Oliveras
Marc Oliveras (ur. 20 grudnia 1991) – andorski narciarz alpejski.
Jednokrotnie brał udział w mistrzostw świata.
Jego najlepszym wynikiem na zawodach tej rangi jest 27. miejsce w superkombinacji osiągnięte podczas Mistrzostw Świata 2013 w austriackim Schladming.
Pierwszy start w Pucharze Świata 2010/2011 we włoskim Val Gardena, zaliczył w supergigancie gdzie zajął 54. lokatę.

## Osiągnięcia

### Zimowe Igrzyska Olimpijskie
| Mistrzostwa | Konkurencja     | Czas    | Wynik | Zwycięzca      |
| ----------- | --------------- | ------- | ----- | -------------- |
| Soczi 2014  | Supergigant     | 1.22,02 | 34.   | Kjetil Jansrud |
| Soczi 2014  | Zjazd           | 2:12,76 | 40.   | Matthias Mayer |
| Soczi 2014  | Superkombinacja | 2.58,54 | 31.   | Sandro Viletta |
| Soczi 2014  | Gigant          | 2.53,74 | 38.   | Ted Ligety     |

### Mistrzostwa świata
| Mistrzostwa     | Konkurencja     | Czas    | Wynik | Zwycięzca          |
| --------------- | --------------- | ------- | ----- | ------------------ |
| Schladming 2013 | Supergigant     | -       | DNF   | Ted Ligety         |
| Schladming 2013 | Zjazd           | 2:07,73 | 32.   | Aksel Lund Svindal |
| Schladming 2013 | Superkombinacja | 3:15,68 | 27.   | Ted Ligety         |
| Schladming 2013 | Gigant          | -       | DNF1  | Ted Ligety         |